# Друговщина
Друговщина — хутір в Стародубському муніципальному окрузі Брянської області.

## Географія
Знаходиться в південній частині Брянської області на відстані приблизно 1 км на південь по прямій від районного центру міста Стародуб.

## Історія
Згадується з середини XIX століття як хутір Другов (Другова). У середині XX століття працював колгосп «Нове життя». У 1859 році тут (хутір Стародубського повіту Чернігівської губернії) числився 1 двір. На карті 1941 року показаний як Друговка з 29 дворами. До 2019 року населений пункт входив до складу Занківського сільського поселення, з 2019 по 2020 до складу Понурівського сільського поселення Стародубського району до їх скасування.

## Населення
Чисельність населення: 3 особи (1859 рік), 128 осіб у 2002 році (росіян 98 %), 124 осіб у 2010 році.